# سباستین پلیت
سباستین پلیت (انگلیسی: Sebastian Plate؛ زادهٔ ۷ اوت ۱۹۷۹) بازیکن فوتبال اهل آلمان است.
از باشگاه‌هایی که در آن بازی کرده‌است می‌توان به باشگاه فوتبال بروسیا مونشن‌گلادباخ اشاره کرد.